# 티라돈 수파펀핀요
티라돈 수파판핀요(태국어: ธีรดนย์ ศุภพันธุ์ภิญโญ, 1997년 4월 24일 ~ )는 태국의 배우이다. 2017년 영화 《배드 지니어스》에서 팟 역할로 잘 알려져 있다.

## 출연 작품
- 호르몬즈 시즌2,시즌3- 썬 역(2014-2015)
- 써틴 테러즈- 게임 역(2015)
- 스테이: 사가..러브 어웨이즈 젱 역(2015)
- 다이어리 오프 토시즈-바리스타 역( 2016)
- 러브송 러브 시리즈-탬 역(2017)
- 러브송 러브 시리즈 투 비 컨티뉴드-탬 역(2017)
- 프로젝트 에스 시리즈 에스오에스-부 역(2017)
- 배드 지니어스 - 팻 역(2017)
- 인 패밀리 위 트러스트-웨깟 역(2018)
- 신과 나: 100일간의 거래-민 역(2018)
- 그레이트 맨 아카데미-러브 역 (2019)

```
== 음반 작품==
```

9X9(나인바이나인)-NIGHT LIGHT(나이트 라이트) (2018)
9X9(나인바이나인)-Hypnotize(힙노타이즈) (2019)
9x9(나인바이나인)-The lucky one
(더 럭키 원) (그레이트 맨 아카데미 OST)(2019)
9X9(나인바이나인)-
Should'nt(슈던트),Eternity(이터니티) (2019)
TRINITY(트리니티) 첫번째 앨범 (2019)
타이틀곡-Haters got nothing
(헤러즈 갓 나띵)
수록곡-IOU(아이오유),Jazzy(재지),
Hidden track(히든 트랙)